# Klisurița, Montana
Klisurița (în bulgară Клисурица) este un sat în comuna Montana, regiunea Montana,  Bulgaria. 

## Demografie
Componența etnică a satului Klisurița
     Bulgari (99,27%)
     Nicio identificare (0,72%)
     Altele (0%)
La recensământul din 2011, populația satului Klisurița era de 137 locuitori. Din punct de vedere etnic, majoritatea locuitorilor (99,27%) erau bulgari. Pentru 0,72% din locuitori nu este cunoscută apartenența etnică.